# 竹内水輝
竹内 水輝（たけうち みずき）はテクニカルスノーボードチームKAGAYAKING 代表。コーチングに力を入れ、キャンパーから数多くの全日本選手が誕生。これからのテクニカルの普及に力を注いでいる。

## 経歴
- 2010全日本テクニカル選手権　4位
- 2009全日本テクニカル選手権　3位
- テク選東海大会2008 優勝
- 地区大会入賞多数
- 映像フリーライディングDVD KAGAYAKINGリリース
- 雑誌スノーボードマガジンカーブ出演